# زراقيات
الزراقيات أو حاملات الممصات أو رتبة سيفونوفوريدا ذوات الألف رجل (الاسم العلمي: Siphonophorida) (وتعني باليونانية "حامل الأنبوب") هي رتبة من ألفية الأرجل تحتوي على فصيلتين وأكثر من 100 نوع.